# Bambusa pierreana
Bambusa pierreana är en gräsart som beskrevs av E.G.Camus. Bambusa pierreana ingår i släktet Bambusa och familjen gräs.
Artens utbredningsområde är Thailand. Inga underarter finns listade i Catalogue of Life.